# Веранополис
Веранополис (порт. Veranópolis)  —  муниципалитет в Бразилии, входит в штат Риу-Гранди-ду-Сул. Составная часть мезорегиона Северо-восток штата Риу-Гранди-ду-Сул. Входит в экономико-статистический  микрорегион Кашиас-ду-Сул. Население составляет 21 351 человек на 2006 год. Занимает площадь 289,432 км². Плотность населения — 73,8 чел./км².

## История
Город основан 15 января 1898 года.
В городе находится оружейная компания "Боито им. Жоао Боито". Основана в 1921 году. Выпускает охотничьи спортивные ружья Архивная копия от 27 января 2019 на Wayback Machine.

## Статистика
- Валовой внутренний продукт на 2003 составляет 425.611.549,00 реалов (данные: Бразильский институт географии и статистики).
- Валовой внутренний продукт на душу населения на 2003 составляет 20.775,73 реалов (данные: Бразильский институт географии и статистики).
- Индекс развития человеческого потенциала на 2000 составляет 0,850 (данные: Программа развития ООН).

## География
Климат местности: субтропический.